# Pierre-Jean

Pierre-Jean est une nouvelle de jeunesse de Jules Verne, écrite vraisemblablement vers 1852. Ce récit fut totalement revu par Michel Verne, qui le fit paraître dans le recueil Hier et demain, sous le titre La Destinée de Jean Morénas.
En 1919, Michel Verne en tire le film La Destinée de Jean Morénas.

## Personnages
- M. Bernardon, 35 ans, riche négociant installé à Marseille.
- Pierre-Jean, 30 ans, détenu au bagne de Toulon sous le matricule 2224.
- Romain, vieux forçat, compagnon de chaîne de Pierre-Jean.
- Jeanne Renaud, mère de Pierre-Jean, décédée.
- Mme Bernardon, vieille mère du négociant, autrefois secourue par Pierre-Jean.

## Éditions
Éditions du texte de Jules Verne :
- Olivier Dumas, in Jules Verne. La Manufacture. 1988.
- Le Cherche-Midi éditeur, in San Carlos et autres récits inédits. 1993.
- Contes et nouvelles de Jules Verne. Éditions Ouest-France. 2000.